# Tryde

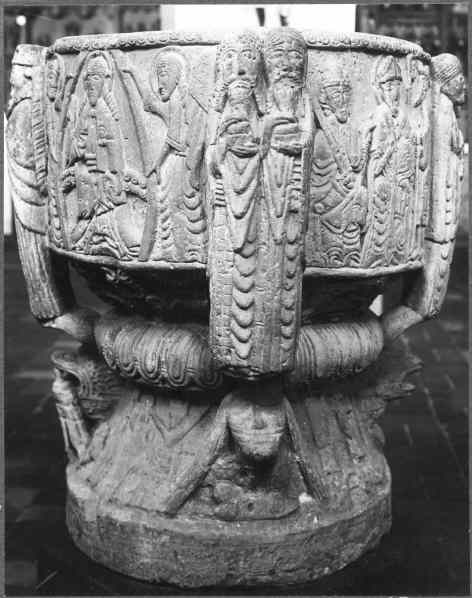
Chrzcielnica w kościele w Tryde

Tryde – miejscowość w Skanii (południowa Szwecja, do połowy XVII wieku terytorium duńskie).
Miejscowość Tryde należy do gminy Tomelilla. 
W kościele w Tryde znajduje się romańska chrzcielnica, dzieło rzeźbiarza, umownie określanego jako Magister Majestatis Domini. Niektórzy historycy sztuki interpretują płaskorzeźby na tej chrzcielnicy jako przedstawiające sceny z legendy o świętym Stanisławie. Inni historycy sztuki odrzucają tę interpretację, wiążąc je z postacią świętego Fridolina.